# Xenon (процесор)
Xenon — центральний процесор ігрової консолі Xbox 360, який було розроблено компанією IBM на основі архітектури PowerPC. Внутрішня кодова назва в IBM — Waternoose, в Microsoft — XCPU. Містить 3 незалежних ядра, розроблених на основі ядра PPE процесора Cell, кожне з яких виконує два потоки команд, а разом шість потоків. Виконання команд — In-Order, спекулятивне виконання не використовується, апаратної передвибірки даних немає. Кеш-пам'ять I рівня в кожному ядрі складається з 32 Кбайт для інструкцій і 32 Кбайт для даних.
На процесорах стоїть маркування «XCPU», вони випускалися компанією Chartered Semiconductor Manufacturing. У процесі випуску технологічний процес був покращений до 45 нм, що знизило собівартість процесорів для Microsoft.